# مركب ألومنيوم عضوي

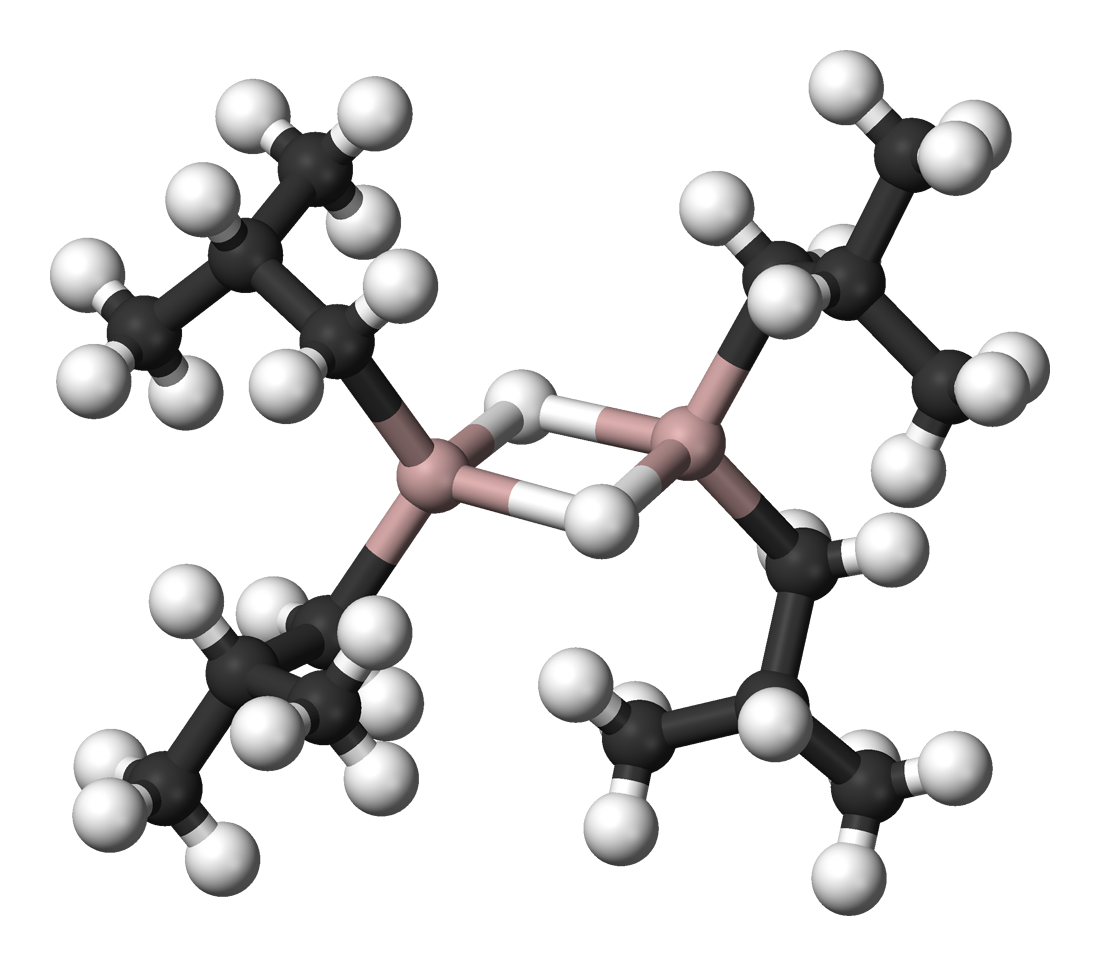
بنية ممثلة بأسلوب الكريات والعصي لمركب هيدريد ثنائي إيزوبوتيل الألومنيوم.

مركبات الألومنيوم العضوية هي مركبات عضوية فلزية حاوية على الرابطة Al-C بين الكربون العضوي والألومنيوم في تركيبها، وتسمى الكيمياء التي تهتم بدراسة هاته المركبات باسم كيمياء الألومنيوم العضوي، وهي فرع من الكيمياء العضوية الفلزية.
تكون الرابطة الكيميائية C−Al مستقطبة وتتميز مركبات الألومنيوم العضوية أنها من أحماض لويس.
تستخدم مركبات الألومنيوم العضوية في تركيب حفازات تسيغلر-ناتا.

## أمثلة
من الأمثلة على مركبات الألومنيوم العضوية كل من ثلاثي ميثيل الألومنيوم وثلاثي إيزوبوتيل الألومنيوم؛ وكذلك مركب الألومنيوم والتيتانيوم العضوي والذي يدعى كاشف تيبي.